# پیپت آفریقایی
پیپت آفریقایی (نام علمی: Anthus cinnamomeus) نام یک گونه از سرده پیپت است.